# Czubajowizna
Czubajowizna – wieś w Polsce położona w województwie mazowieckim, w powiecie wołomińskim, w gminie Poświętne. Ma status sołectwa.
W czasie okupacji niemieckiej mieszkająca we wsi rodzina Solarków udzieliła pomocy Nechamanowi i Chaji Flajszmanom. W 2004 roku Instytut Jad Waszem podjął decyzję o przyznaniu Helenie i Halinie Solarek tytułu Sprawiedliwych wśród Narodów Świata.
Wierni Kościoła rzymskokatolickiego należą do parafii św. Jana Chrzciciela i św. Wojciecha Biskupa Męczennika w Poświętnem.